# 紫侧孔珊瑚
紫侧孔珊瑚（学名：Distichopora violacea）也称紫色双孔螅，一种广泛分布于印度洋─西太平洋热带和亚热带海域的水螅珊瑚，隶属于柱星螅科（柱星珊瑚科）侧孔珊瑚属（双孔螅属、冠形软珊瑚属）。

## 形态特征
紫侧孔珊瑚属于非造礁性珊瑚，珊瑚群体高度多在20厘米左右，大部分呈紫罗蓝色，末端为白色且常具二分叉，呈横向片状生长。